# Oliver Effersøe

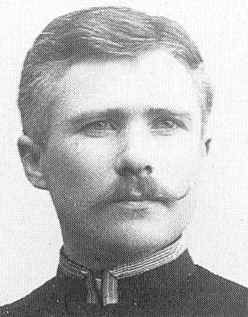
Oliver Effersøe

Oliver Johan Thomas Ludvig Effersøe (* 20. Mai 1863 in Tvøroyri; gestorben am 8. März 1933 in Charlottenlund) war ein färöischer Beamter (Sýslumaður) und Politiker des unionistischen Sambandsflokkurin.

## Ausbildung und Beruf
Im Jahr 1882 machte Oliver Effersøe seinen Abschluss als Jurist (cand.jur.) an der Universität von Kopenhagen. Von 1883 bis 1894 arbeitete er als Bevollmächtigter (Sýslufulltrúi) in seinem Heimatort Tvøroyri auf der färöischen Südinsel Suðuroy bei seinem Vater, dem dortigen Sýslumaður. Anschließend war er von 1894 bis 1920 selbst Sýslumaður von Suðuroy. Dazu leitete er noch von 1883 bis 1905 die Post in Trongisvágur.

## Politik
Oliver Effersøe war Vorsteher der Gemeinde Froðba/Tvøroyri (Froðbiar sókn) von 1889 bis 1905, Mitglied des Løgtings von 1889 bis 1892, von 1900 bis 1901 und von 1905 bis 1931, Mitglied des Folketings von 1906 bis 1913 sowie Mitglied des Landstings von 1914 bis 1915, 1920 bis 1928 und von 1929 bis 1933.
Im Jahr 1917 trat Effersøe die Nachfolge von Fríðrikur Petersen, dem ersten Parteivorsitzenden des Sambandsflokkurin, an. Effersøe gab 1924 den Vorsitz der Partei an Andrass Samuelsen ab. Des Weiteren war er auch Vorsitzender des Løgtings von 1924 bis 1928 und von 1930 bis 1932.
Als Politiker des unionistischen Sambandsflokkurin war Effersøe einer der wichtigsten politischen Gegenspieler von Jóannes Patursson. Effersøe brachte Patursson bei der Folketingswahl 1906 eine schmerzhafte Niederlage bei, die im beträchtlichen Maße zur Auflösung des Løgtings im Juni 1906 beitrug.

## Sonstiges
Als Anhänger der Abstinenzbewegung leitete er die örtliche Vereinigung auf Suðuroy. Sein älterer Bruder Rasmus war auch mehrere Jahre Chefredakteur der Abstinenzlerzeitung Dúgvan.

## Familie
Oliver Effersøe ist der Sohn von Gudmund Effersøe (1827–1916), Sýslumaður auf Suðuroy von 1851 bis 1894, und dessen Frau Kathrina Elisabeth Helena geb. Müller (1824–1903) aus Tórshavn. Verheiratet war er mit Susanne Astrid Effersøe, geb.  Svendsen (gest. 1902). Der färöischer Dichter, Politiker und Zeitungsredakteur Rasmus Effersøe war sein älterer Bruder.
Der färöischer Lehrer, Politiker und Zeitungsredakteur Oliver Petræus Effersøe war sein Onkel.